# Aguirre (album)
Aguirre is een album uit 1975 van de Duitse rockgroep Popol Vuh. Het album bevat de soundtrack van de film Aguirre, the Wrath of God van Werner Herzog uit 1972, de eerste van verschillende samenwerkingen tussen de groep en regisseur Herzog. De nummers Aguirre I en Aguirre II komen uit de film, de rest komt uit andere opnames uit de periode 1972-1974.

## Tracks
1. "Aguirre I" - 7:22
2. "Morgengruß II" - 2:55
3. "Aguirre II" - 6:15
4. "Agnus Dei" - 3:03
5. "Vergegenwärtigung" - 16:51

Op een cd-heruitgave uit 2004 op het label SPV is als bonus "Aguirre III" opgenomen. 
Op enkele cd-heruitgaven uit de jaren 80 werd het oorspronkelijk synthesizernummer "Vergegenwärtigung" vervangen door een compilatie van de nummers "Wo bist Du?", "Auf dem Weg" en "Die Umkehr. Op de SPV-uitgave verscheen de originele opname gemixt met "In den Gärten Pharaos" en "Aguirre I".

## Bezetting
- Florian Fricke: piano, spinet
- Daniel Fichelscher: elektrische gitaar, akoestische gitaar, percussie
- Djong Yun: zang